# IC 4247
IC 4247 ist eine spiralförmige Zwerggalaxie vom Hubble-Typ Sbc im Sternbild Zentaur am Südsternhimmel. Sie ist schätzungsweise 16 Millionen Lichtjahre von der Milchstraße entfernt.

Im selben Himmelsareal befinden sich die Galaxien NGC 5124, NGC 5126, NGC 5135, IC 4248.
Das Objekt wurde am 4. Mai 1904 von Royal Harwood Frost entdeckt.